# Перейра, Симеон Энтони
Симеон Энтони Перейра (англ. Simeon Anthony Pereira, 19 октября 1927, Суккур, Британская Индия — 22 августа 2006, Карачи, Пакистан) — католический прелат, епископ Равалпинди с 17 декабря 1973 года по 22 марта 1993 год, архиепископ Карачи с 11 февраля 1994 года по 20 ноября 2002 год.

## Биография
Симеон Энтони Перейра родился 19 октября 1927 года в городе Суккум, Британская Индия. После окончания средней школы святого Патрика в Карачи поступил в Высшую духовную семинарию в Канди, Шри-Ланка. 24 августа 1951 года был рукоположён в священника, после чего работал секретарём архиепископа Карачи Джеймса Корнелиуса ван Мильтенбурга.
C 1952 года работал помощником ректора в начальной семинарии святого Пия X в Кветте. Позднее работал в приходах святого Франциска Ассизского и святого Иоанна в Карачи. После II Ватиканского собора вместе со священником Либериусом Петерсе работал над переводом на язык урду католической литургии.
3 июля 1971 года Симеон Энтони Перейра был назначен титулярным епископом Бадии и вспомогательным епископом епархии Равалпинди (сегодня – Епархия Исламабада-Равалпинди). 7 октября 1971 года Симеон Энтони Перейра был рукоположён в епископа. 17 декабря 1973 года был назначен ординарием епархии Равалпинди.
22 марта 1993 года был назначен вспомогательным епископом архиепархии Карачи. 11 февраля 1994 года вступил в должность ординария архиепархии Карачи. 20 ноября 2002 года Симеон Энтони Перейра ушёл в отставку и служил капелланом женского доминиканского монастыря.